# Castro de Baroña
El Castro de Baroña és un jaciment arqueològic que es troba a la parròquia de Baroña, al municipi de Porto do Son, a la província de la Corunya. El poblat està construït sobre una península, datant la seva ocupació en els segles I aC i I dC.

## Descripció
El recinte estava emmurallat i se’n conserven 20 cases de planta circular o oval. En l'istme que uneix el poble amb el castro va ser excavat un fossat de quatre metres d'ample i tres de fons, que constitueix la primera línia de defensa. Llavors hi ha una muralla formada per dos murs de maçoneria gairebé en paral·lel amb un farcit de sorra i pedres. Es creu que originalment va continuar fins a connectar amb la muralla de la ciutat, creant un espai no ocupat amb construccions.
La muralla principal, ben conservada, té dos llenços. Un d'ells, consta de tres parets que s'eleven gradualment i la de l'esquerra és similar a la de l'istme. A la dreta de l'obertura d'entrada hi havia un cub defensiu i les parets són més estretes, per la qual cosa se suposa que hi havia una porta que no deixava entrar els carros.
S'hi van trobar restes de metal·lúrgia, treballs en pedra i teixits.
Just a la banda de Castro de Baroña es troba la platja d'Àrea Longa, una costa llarga d'aigües calmades i gran qualitat de sorra.

## Galeria d'imatges

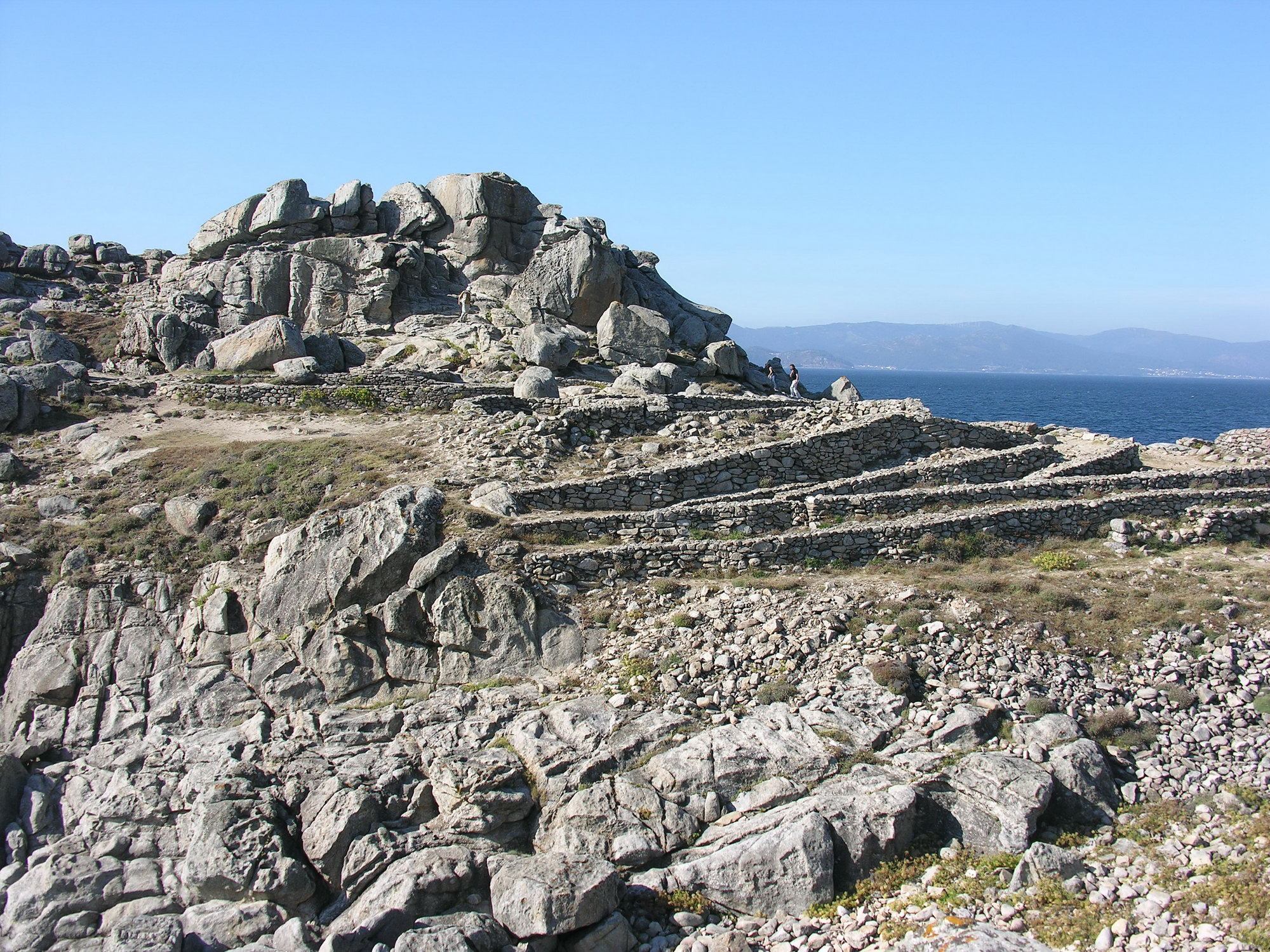
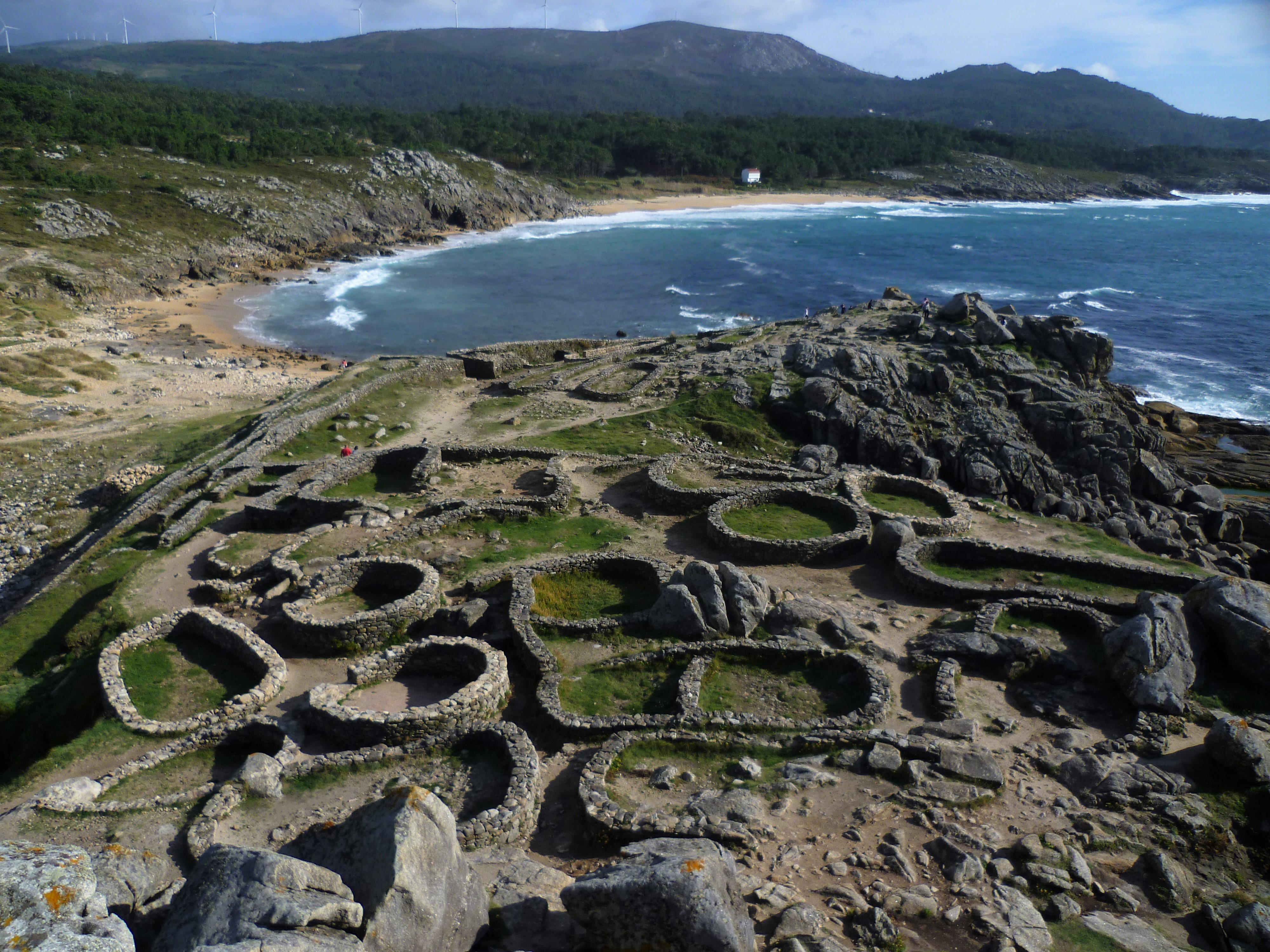
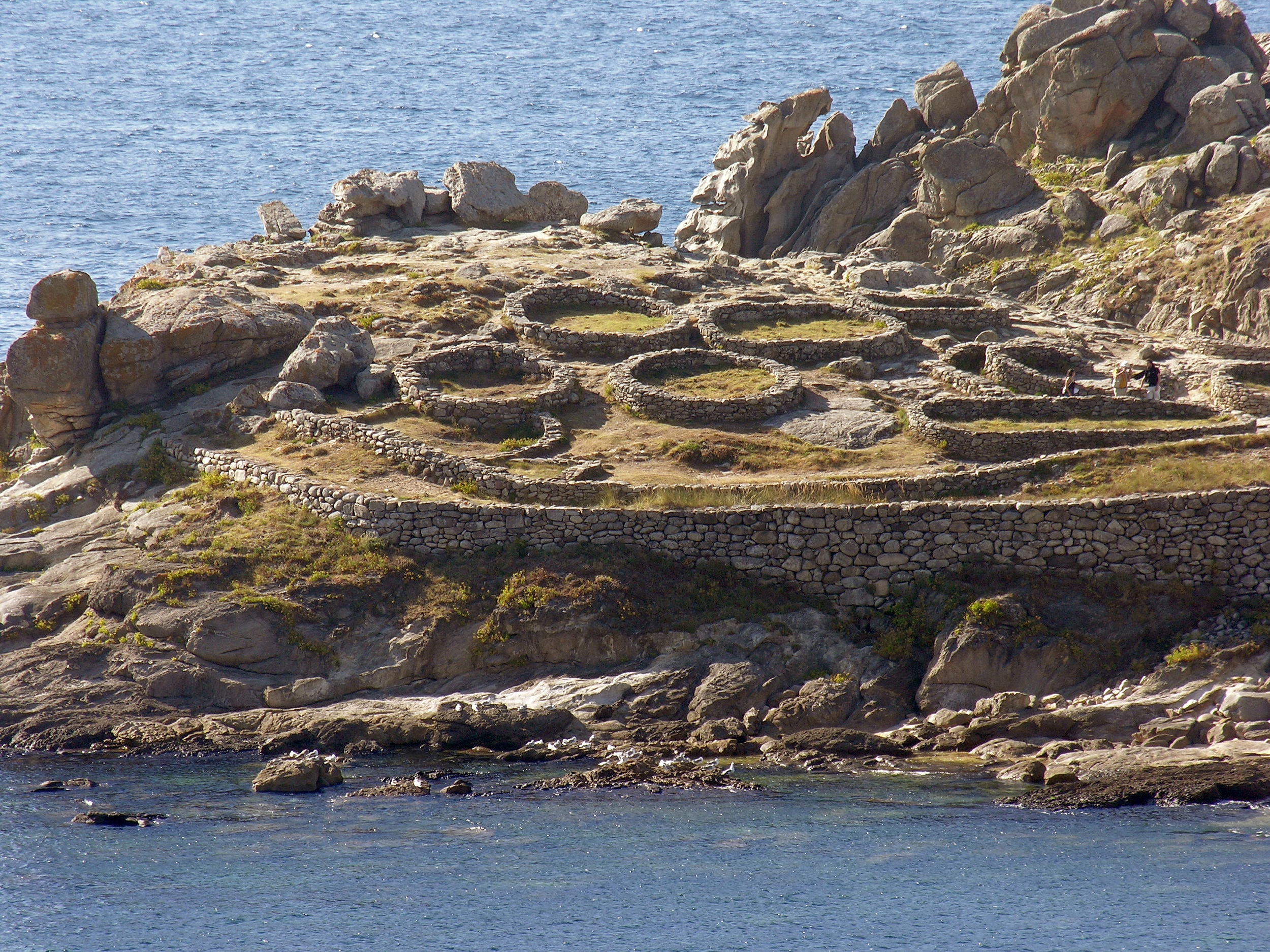
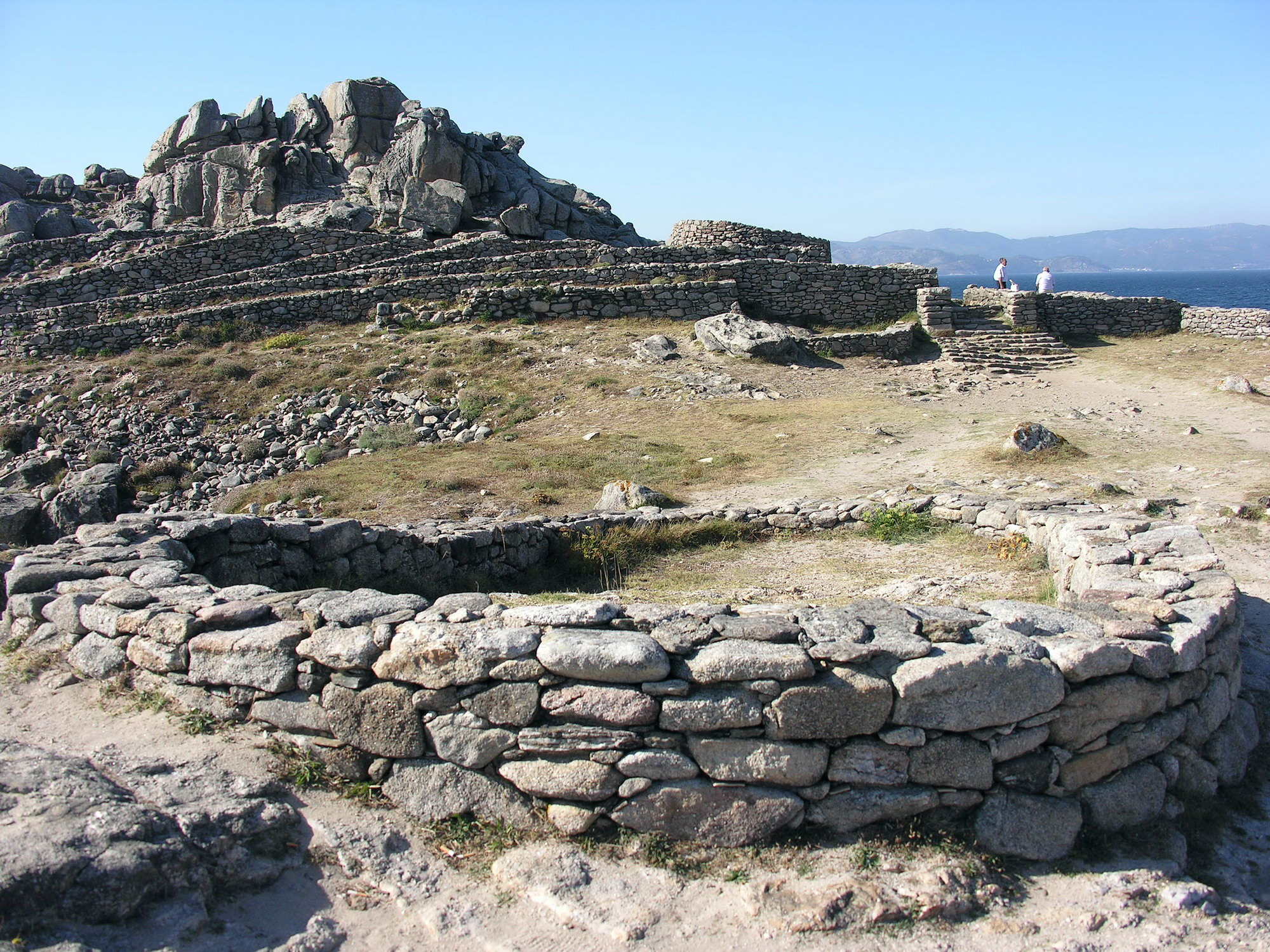